# Шэньнунцзя
Шэньнунцзя (кит. упр. 神农架林区, пиньинь Shénnóngjià Línqū) — лесной район в провинции Хубэй КНР. Подчиняется напрямую правительству провинции.

## История
Лесной район был создан 28 мая 1970 года из смежных территорий уездов Фансянь, Баокан, Синшань и Бадун. В 1971 году он был включён в состав округа Ичан (宜昌地区), в марте 1972 года переведён в прямое подчинение властям провинции. В мае 1976 года лесной район был включён в состав округа Юньян (郧阳地区), но 19 августа 1983 года вновь переведён в прямое подчинение властям провинции. В 1985 году в состав лесного района были переведены 2 волости и 1 национальная волость из состава уезда Бадун.

## Административное деление
Лесной район делится на 6 посёлков, 1 волость и 1 национальную волость.

## География

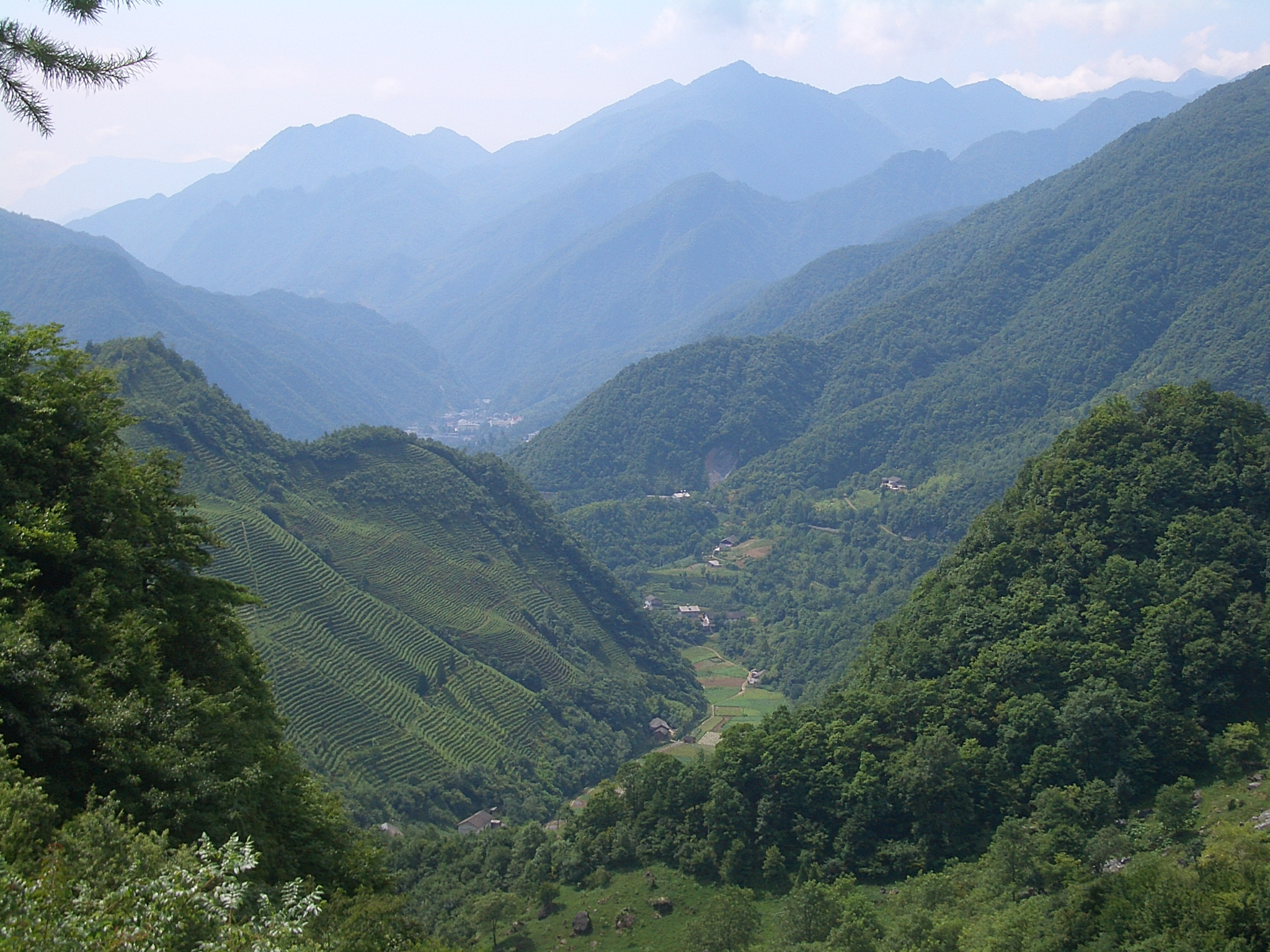
Леса и чайные плантации на склонах долины к северу от пос. Муюй

Лесной район Шэньнунцзя расположен в западной части Хэбэя, на границе с Чунцинской областью. Здесь находятся самые высокие горы провинции Хубэй, высочайшая из которых — Шэньнундэн («пик Шэнь-нуна», 3105 м) над уровнем моря. Эти горы являются частью водораздела между собственно долиной Янцзы (к югу) и бассейном её притока Ханьшуй (к северу).
В связи с горным рельефом, население района и сельскохозяйственное использование земель сравнительно невелико, и район таким образом смог сохранить лесной покров, исчезнувший с большей части густонаселённых равнинных уездов восточного Хубэя.
В юго-западной части района расположен Государственный Заповедник Шэньнунцзя (神农架国家自然保护区), являющийся частью всемирной сети биосферных резерватов с 1990 года и внесённый в предварительный список объектов всемирного наследия ЮНЕСКО.
Среди видов животных, охраняемых в заповеднике — Золотистая курносая обезьяна, для которых отведен особо охраняемый участок площадью 100 км². Утверждается что с 1990 по 2005 г. численность этих обезьян в заповеднике возросла с 500 до 1200.
Районный центр — посёлок Сунбай, расположенный на северо-востоке района. Главный туристский центр — посёлок Муюй в южной части района, недалеко от главного въезда в заповедник.
Большая часть района (за исключением самой южной, наиболее туристской части) закрыта для посещения иностранцами.

## Экономика

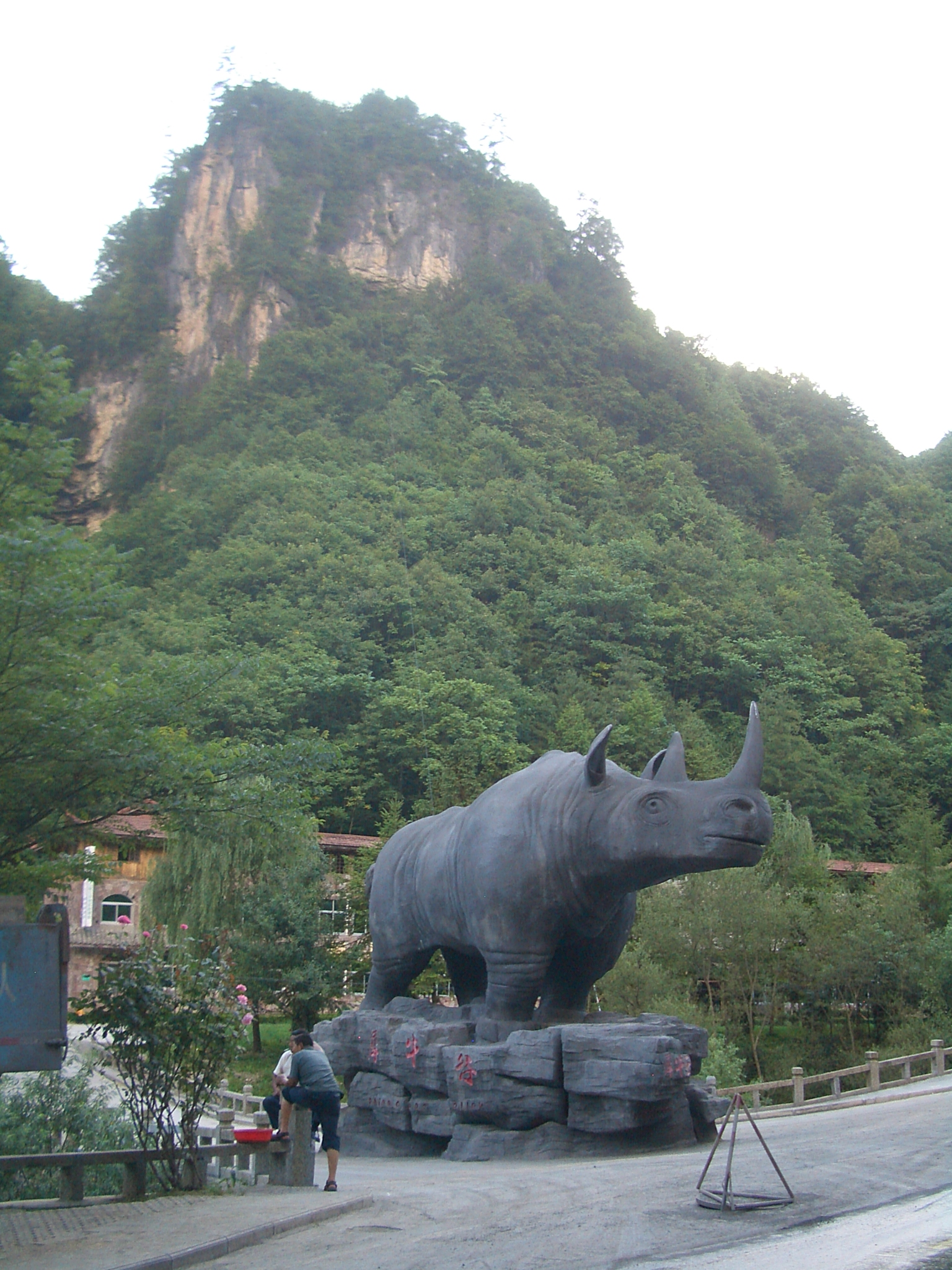
Посёлок Хунпин, «Долина носорогов»

В связи с горным рельефом и более прохладным климатом, чем в равнинных частях провинции, сельское хозяйство развито слабо. Характерной особенностью района (как и других горных уездов Хубэя) является то, что вместо риса крестьяне здесь часто выращивают и едят картофель (культура, малораспространённая в равнинных уездах). Развивается также чаеводство.
В прошлом основной отраслью промышленности в Шэньнунцзя была лесная; в 1960-80-х годах, ежегодно здесь производилось свыше 100 000 кубометров древесины, (достигая миллиона кубометров в 1970-х,), но с конца 1990-х главной задачей лесоводов стало сохранение леса, а не заготовка древесины. Официально, вырубка леса была прекращена в марте 2000.
Развита также горнодобывающая промышленность.
Важной отраслью экономики района становится туризм. Сравнительно прохладный горный климат привлекает в Шэньнунцзя отдыхающих в летнюю пору, когда жители Уханя или Ичана страдают от жары и высокой влажности воздуха. Существует и горнолыжный курорт для зимнего туризма.

## Фото

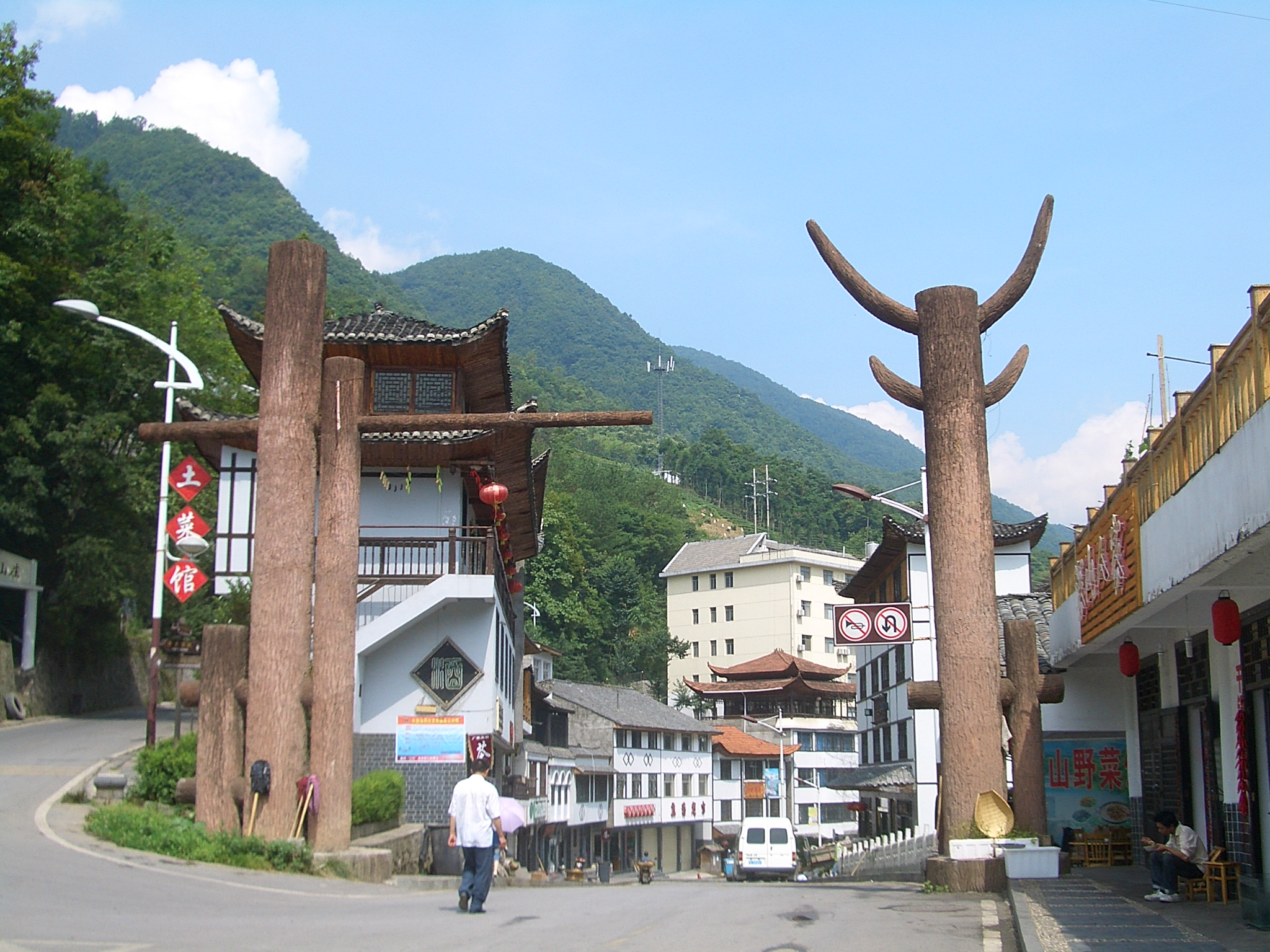
Посёлок Муюй, главный центр туризма в уезде
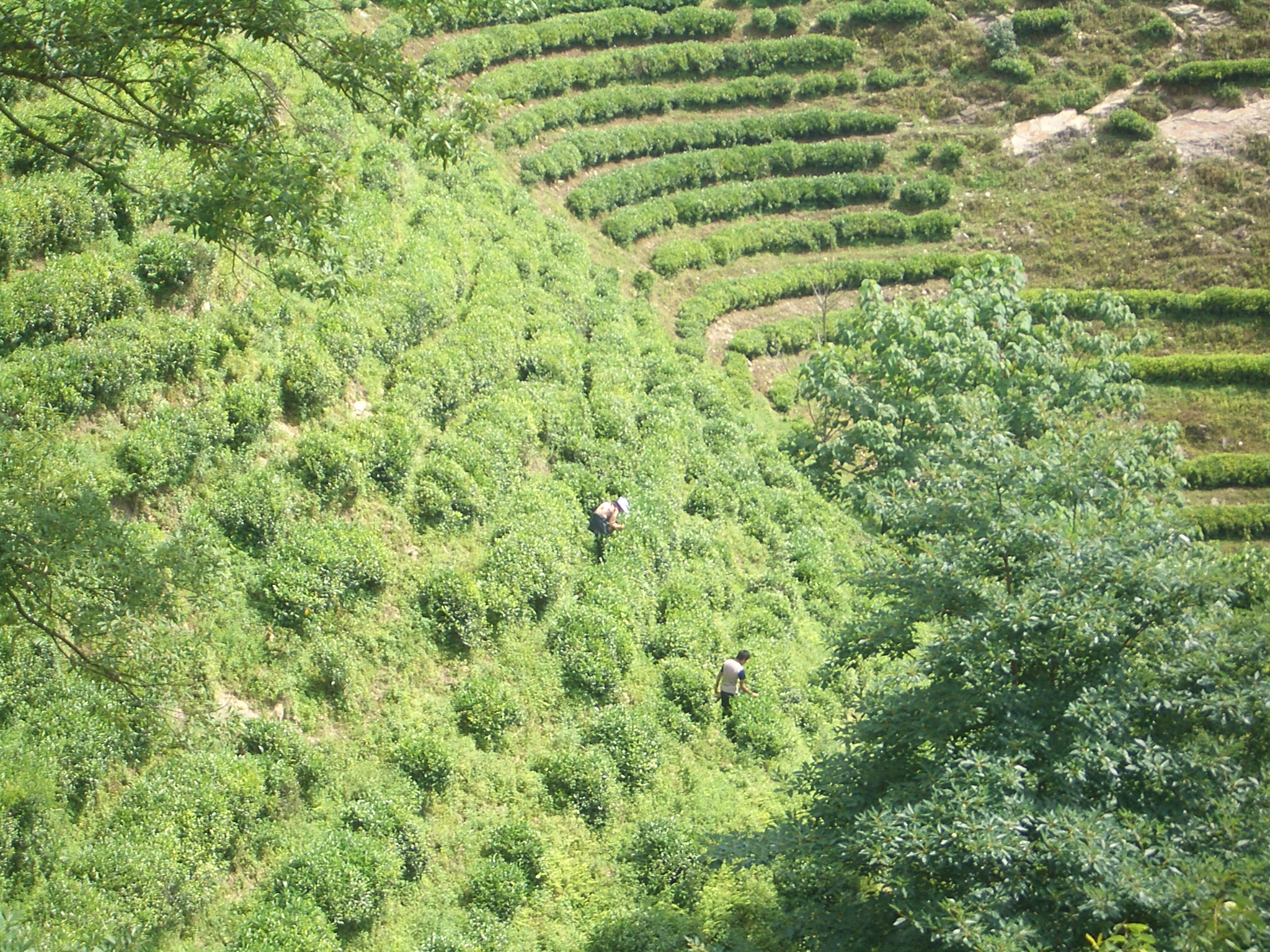
Чайные плантации у пос. Муюй
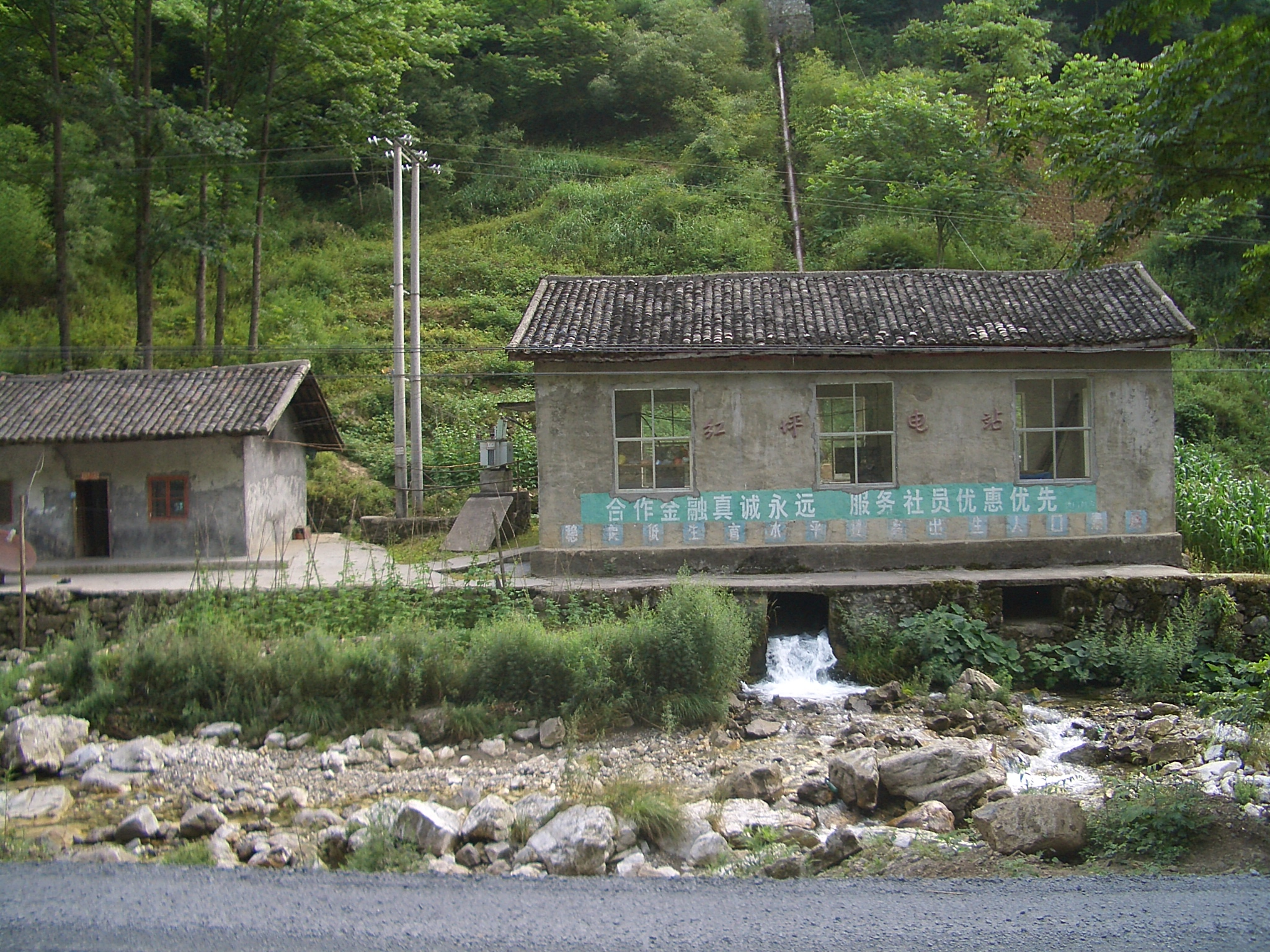
Малая ГЭС у пос. Хунпин
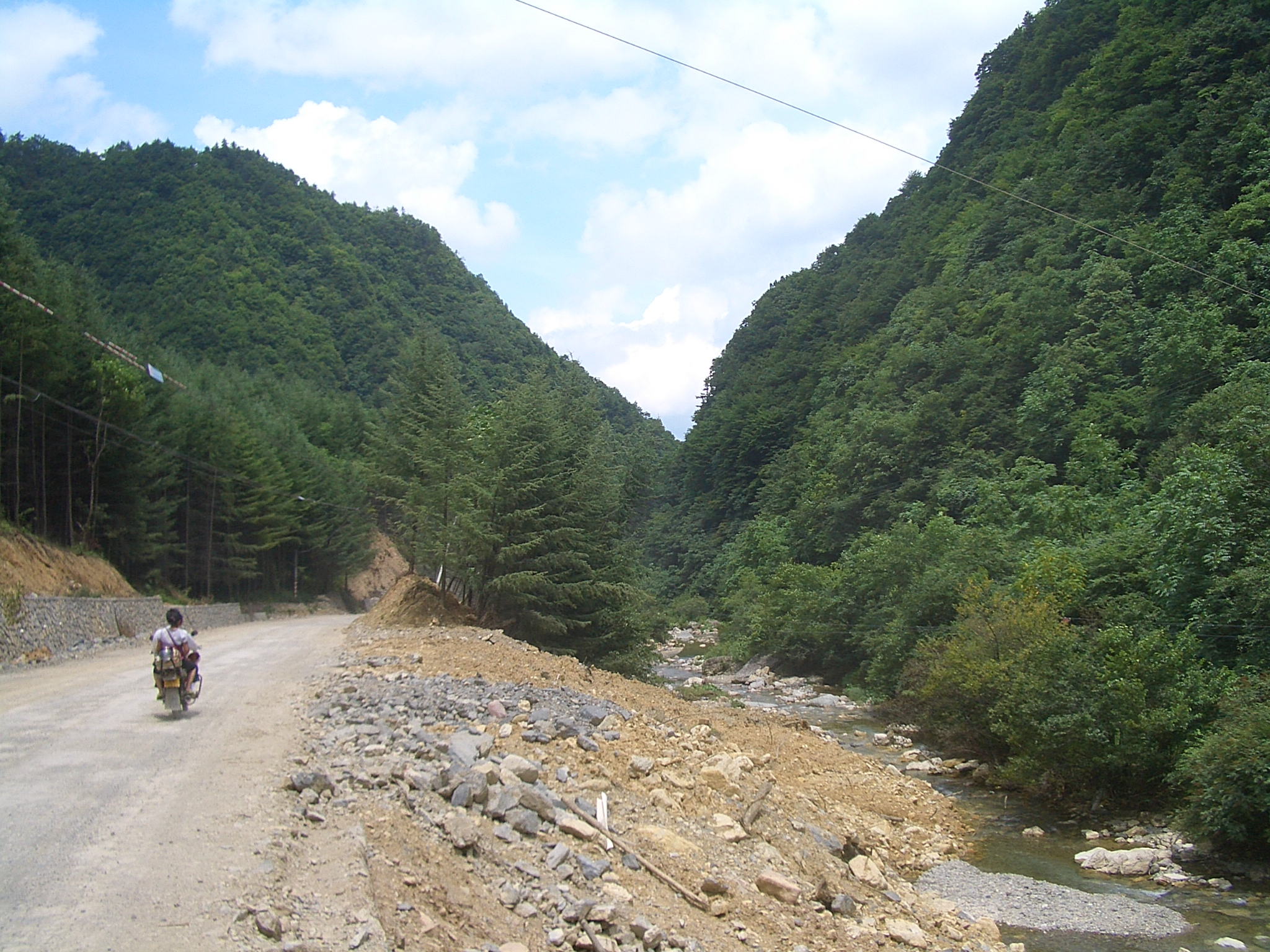
G209, главная дорога района (на одном из её улучшенных участков)